# Elias Canetti
Elias Canetti (25. července 1905 v Ruse v Bulharsku – 14. srpna 1994 v Curychu) byl britsko-rakouský německojazyčný spisovatel, teoretik společenských věd a humanista, nositel Nobelovy ceny za literaturu z roku 1981.

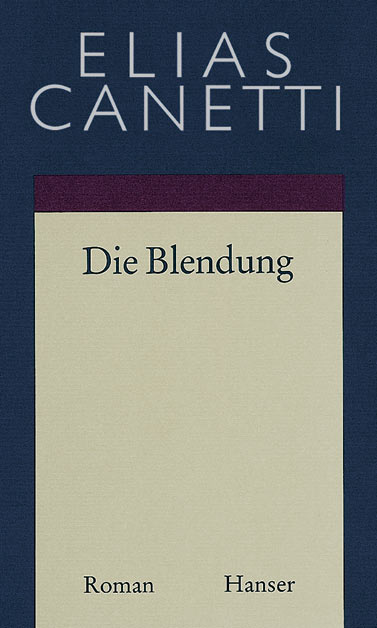
„Slepota“, 1931

## Život

### Dětství a mládí
Canetti se narodil roku 1905 v bulharském podunajském přístavu Rusčuk (dnešní Ruse) v rodině sefardsko-židovského obchodníka Jacquese Eliase Canettiho a jeho ženy Mathilde Canettiové, rozené Ardittiové. V roce 1911 se rodina přestěhovala do britského Manchesteru. Následujícího roku však otec zemřel a matka se rozhodla přestěhovat se s celou rodinou do Vídně. Po španělštině, bulharštině a angličtině s francouzštinou se Canetti učil již pátý jazyk, němčinu, která se později stala jazykem jeho děl. Následně se rodina přestěhovala ještě do Švýcarska a Německa, kde Canetti složil maturitu.

### Vídeň
Léta 1924 až 1938 strávil Canetti ve Vídni a vytvořil zde jedno ze svých vrcholných děl, román Die Blendung (česky Zaslepení). Zde se také roku 1934 oženil s Vezou (Venezianou) Taubnerovou-Calderónovou (1897 až 1963) a zůstali spolu, i přes Canettiho častou manželskou nevěru, až do její smrti v roce 1963.
Po skončení první světové války se rodina usadila ve Francii, ale Canetti odjel do Vídně, kde studoval chemii. Ovšem více než studium jej zaujaly literatura a filosofie, kterým se věnoval ve svém volném čase. Překládal např. do němčiny díla amerického spisovatele Uptona Sinclaira. Canetti navštěvoval přednášky Karla Krause, jehož vlivu, jak sám vzpomíná, na několik let zcela propadl. Dále studoval díla Gustava Le Bona a zajímal se o objevy Sigmunda Freuda a to vše tvořilo základ pro nejvýraznější pole jeho zájmu, studium fenoménu masy a masového chování.
Ve Vídni a při svých návštěvách Berlína se setkával s řadou spisovatelů, mj. s Bertoldem Brechtem, Hermannem Brochem či Robertem Musilem či se skladatelem Albanem Bergem. Od počátku 30. let, kdy Canetti publikoval dvě divadelní hry, psal své první velké dílo, jediný román, který napsal, Die Blendung (česky Zaslepení), jenž vyšel roku 1935, přinesl mu značnou slávu a byl bezprostředně překládán do cizích jazyků (v češtině se objevil již v roce 1937). Po nástupu nacismu byl však zakázán.
Po připojení Rakouska k Třetí říši v roce 1938 emigroval Canetti do Francie a následujícího roku do Velké Británie.

### Londýn
V roce 1939 se manželé Canettiovi uchýlili do emigrace do Londýna a setrvali zde až do roku 1971. Vzniklo zde jeho nejvýznamnější sociologické dílo Masse und Macht (česky Masa a moc).
Canettiho kniha Die Blendung se po skončení druhé světové války proslavila po celé Evropě a Canetti za ní obdržel řadu mezinárodních ocenění, např. francouzskou „Prix International“ v roce 1949.
Vlivem zážitků z druhé světové války prostoupil Canettiho dílo motiv smrti, hysterie a davového šílenství (přítomný v menší míře již v románu Die Blendung). Krom další divadelní hry se Canetti v 50. letech intenzivně zabýval svým velkým teoretickým dílem Masse und Macht (česky Masa a moc), které bylo vydáno v roce 1960. Začal na něm pracoval však již v roce 1925 a velkou inspirací byl pro něj očitý zážitek vypálení Justičního paláce ve Vídni v roce 1927. Kniha má dvě části. V první rozpracoval teze, že základním nutkáním davu je přežít či že nejnižší formou přežití je zabití. Druhá část se zabývá otázkou, jak a proč jsou davy ovládány vůdci. Adolf Hitler je zde vykreslen jako paranoidní vůdce fascinovaný davem, jejž řídí. Kromě Masse und Macht vydal také několik esejů (mj. o Franzi Kafkovi) a cestopis.

### Curych

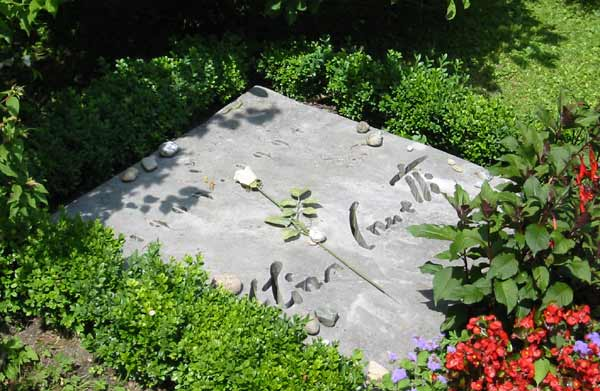
Hrob v Curychu

Poté, co Canetti v roce 1963 ovdověl, navázal blízký vztah k Heře Buschorové (1933 až 1988), se kterou se roku 1971 oženil a s níž od počátku 70. let žil převážně v Curychu. O rok později se narodila jejich dcera Johanna, jež se stala hudebnicí. Canettiho druhá žena zemřela v roce 1988.
V 70. letech také Canetti publikoval několikadílné paměti.
Canetti byl vyznamenán řadou cen (Büchner-Preis, Kafka-Preis atd.) a získal dva čestné doktoráty. V roce 1981 obdržel Nobelovu cenu za literaturu.
Zemřel v Curychu v roce 1994 a byl pohřben nedaleko hrobu Jamese Joyce, s nímž se cítil duševně spřízněn dílem i osudem.

## Dílo
- Die Blendung, 1935. Román (česky Zaslepení, vydáno poprvé 1937, překl. Jiří Stromšík, 1984 a 1998).
- Hochzeit, 1932. Drama.
- Die Komödie der Eitelkeit, 1934. Drama.
- Die Befristeten, 1953. Drama.
- Die Stimmen von Marrakesch, 1954. Cestopis.
- Masse und Macht, 1960. Studie (česky Masa a moc, překl. Jiří Stromšík, 1994).
- Der andere Prozess; Kafkas Briefe an Felice, 1969. Esej (česky Druhý proces : Kafkovy dopisy Felici, překl. Viola Fischerová, 2004).
- Das Gewissen der Worte, 1976. Eseje (česky Svědomí slov, překl. Zdeněk Jančařík, 1992).
- Der Ohrenzeuge; Fünfzig Charaktere, 1974. Vzpomínky.
- Die gerettete Zunge; Geschichte einer Jugend, 1977. Autobiografie (česky Zachráněný jazyk; Příběh jednoho mládí, překl. Jiří Stromšík, 1996).
- Die Fackel im Ohr; Lebensgeschichte 1921-1931, 1980. Autobiografie (česky Pochodeň v uchu; Příběh života 1921 - 1931, překl. Jiří Stromšík, 1996).
- Das Augenspiel; Lebensgeschichte 1931-1937, 1985. Autobiografie (česky Hra očí; Příběh života 1931 - 1937, překl. Jiří Stromšík, 1998).
- Party im Blitz; Die englischen Jahre, posmrtně 2003. Autobiografie.

## Zajímavost
Canetti byl klasickým příkladem Evropana 20. století. Jeho rodina měla židovsko-španělské kořeny a do Bulharska se přistěhovala z Turecka (Canetti měl turecký pas). Po několikerém stěhování se Canetti usadil v Londýně a získal v roce 1952 britské občanství a britský pas. Nobelovu cenu obdržel jako britský spisovatel (všechna svá díla napsal německy), ale několik dalších zemí protestovalo. Zemřel v Curychu. Dnes je nejčastěji klasifikován jako britský spisovatel.[zdroj?]